# Nipkowie
Nipkowie (niem. Gross Nipkau d. Lipiny) – osada w Polsce położona w województwie warmińsko-mazurskim, w powiecie iławskim, w gminie Susz, na Pojezierzu Iławskim.
W latach 1975–1998 miejscowość należała administracyjnie do województwa elbląskiego.
W miejscowości działało Państwowe Gospodarstwo Rolne – Państwowy Ośrodek Hodowli Zarodowej Lipiny.

## Zabytki
Do wojewódzkiego rejestru zabytków wpisane są obiekty:
- zespół dworski, 2 poł. XVIII:
  - dwór (pałacyk)
  - park